# Tibor Déry
Tibor Déry, född den 18 oktober 1894 i Budapest, död den 18 augusti 1977 i Budapest, var en ungersk författare och politiker. I sina tidiga år var han anghängare av kommunismen, men efter att ha pläderat för tankefrihet blev han 1953 utesluten ur det ungerska kommunistiska partiet och började då skriva satir om den kommunistiska regimen i Ungern.

## Biografi
År 1919 blev Déry medlem i partiet liberal republik under Mihály Karolyi. Mindre än ett år senare tog emellertid Béla Kun och hans kommunistiska parti makten och utropade Ungern som sovjetisk republik, vilket fick Déry att lämna landet.
Efter att ha bott i Österrike, Frankrike och Tyskland återvände han till Ungern 1935. Under Horthys högerregim som då rådde blev han fängslad flera gånger – en gång på grund av att han översatt André Gides Retour de L'URSS. Under denna tid skrev han sin främsta roman, A befejezetlen mondat, 1937, (Den oavslutade meningen), en 1200-sidig berättelse om en ung aristokrat som kommer i kontakt med arbetarklassen i Budapest under en strejkperiod.
År 1953 blev Déry utesluten ur kommunistpartiet under en ”rensning” av ungersk litteratur. Vid upproret 1956 anslöt han sig till Imre Nagy och blev dess talesman tillsammans med Georg Lukács och Gyual Hay. Samma år skrev han Niki: historien om en hund (på svenska 1960), en fabel om de godtyckliga begränsningarna av människors liv i det stalinistiska Ungern. För sin medverkan i upproret dömdes han till fängelse i nio år men frigavs 1960.

## Översättningar till svenska
- Niki: historien om en hund (Niki : egy kutya története) (översättning Valdemar Langlet, Bonnier, 1960)
- Guds gissel (A kiközösítő) (översättning Maria Ortman, Bonnier, 1969)
- Käre svärfar (Kedves Bopeer) (översättning Maria Ortman, (Coeckelberghs, 1977)